# Alexandre-Joseph Desenne
Alexandre-Joseph Desenne, né le 1er janvier 1785 à Paris où il est mort le 30 janvier 1827, est un peintre et dessinateur français.

## Biographie
Fils d’un libraire, Alexandre-Joseph Desenne se forme au dessin en autodidacte. Il se consacre de bonne heure à la vignette et se fait bientôt connaître par plusieurs dessins exécutés d’après les tableaux des grands maîtres, pour le Musée de Robillard et celui de Filhol. En 1820, il se livre lui-même à la composition et obtint le succès, devenant, après la mort de Moreau jeune, en 1814, le premier dessinateur de France.
Il est connu par la multitude de vignettes gravées d’après ses dessins, et formant collection dont il orna les plus belles éditions des classiques français, Nicolas Boileau, Jean Racine, Molière, Jean-Jacques Rousseau, les Œuvres de Voltaire, Bernardin de Saint-Pierre, Walter Scott, Fenimore Cooper, Miguel de Cervantes, Alphonse de Lamartine, Étienne de Jouy, etc.. Son portrait en pied de Pierre Corneille a été gravé par Jean-François Pourvoyeur.
Desenne expose au Musée royal : en 1812, des vignettes pour les Martyrs de Châteaubriand ; Mlle de Clermont de Mme de Genlis ; Les Contes de La Fontaine et l’Atlantide de Baour-Lormian. En 1814, de dessins pour l’Hermite de la Chaussée d’Antin, les Normands en Italie et, en 1817, des vignettes pour la Lusiade du Camões publiée par de Souza. Plusieurs dessins originaux et quelques tableaux de cet artiste ont été acquis par des amateurs, et un d’eux, représentant un Trait de François Ier, a été gravé pour la S. d. A. d. A[C'est-à-dire ?],.

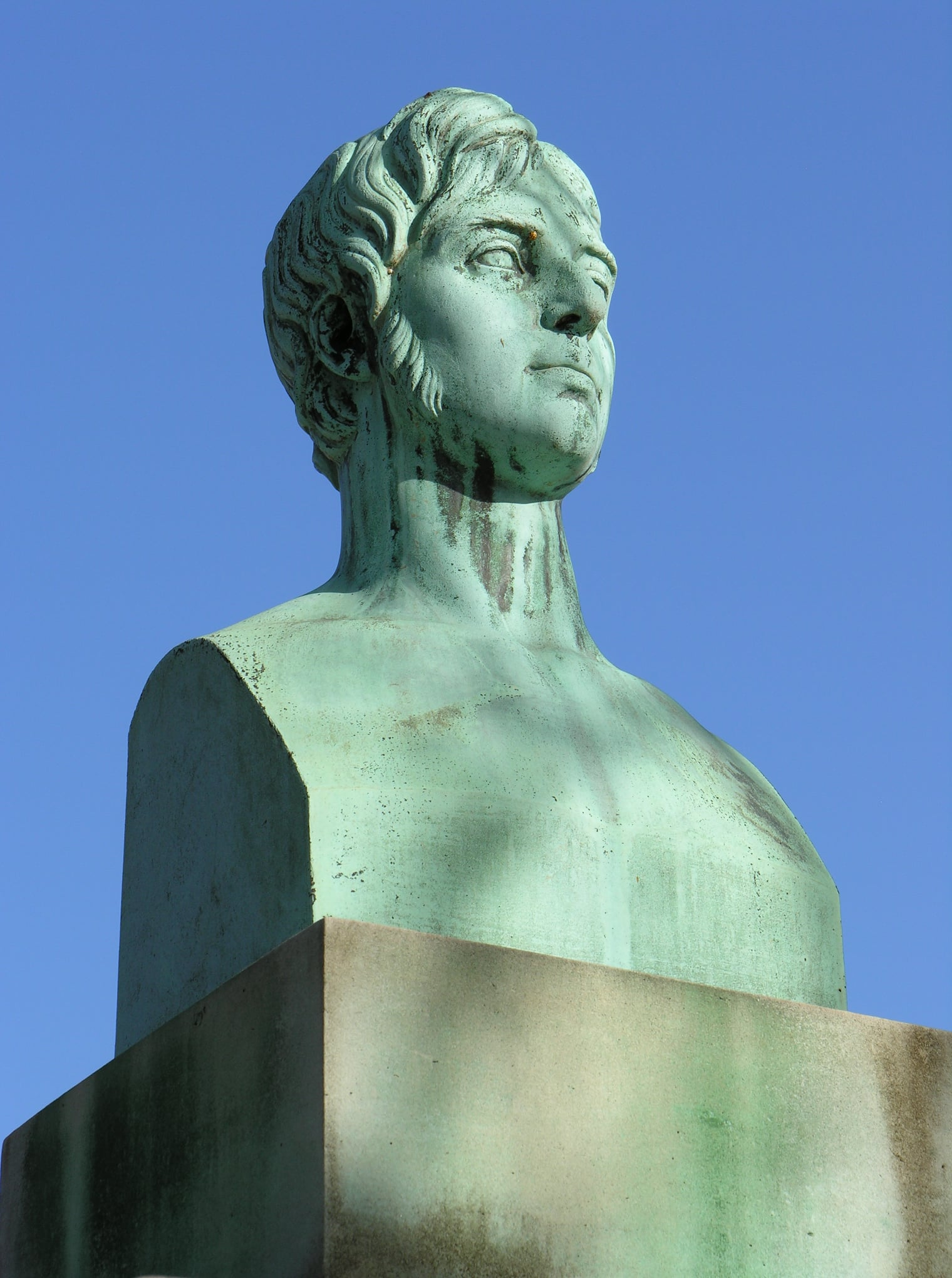
Nicolas Raggi, Alexandre-Joseph Desenne, Paris, cimetière du Montparnasse.

Le recueil des dessins de Desenne a été acquis pour la bibliothèque du roi. Il travaillait à ceux qu’il devait mettre aux œuvres de Chateaubriand, lorsqu’il mourut. On a de lui plusieurs tableaux.
Selon Feller, « En général ses ouvrages se distinguent par la simplicité et la grâce ; le dessin est correct et exact ; le sujet est bien conçu, bien disposé, le style en est choisi avec gout ; il y a dans son faire quelque chose de plus correct, de moins tourmenté, de plus sévère que dans celui de Moreau. »
Le portrait de Desenne a été publié dans la Galerie universelle des portraits, Paris, Blaisot, 1827. Son œuvre est référencé dans un catalogue des estampes, vignettes et livres de son cabinet publié par Duchesne aîné, Paris, Merlin, 1827.
Il est inhumé au cimetière du Montparnasse (3e division). Sa tombe est ornée d'un buste réalisé par Nicolas Raggi.

## Œuvres

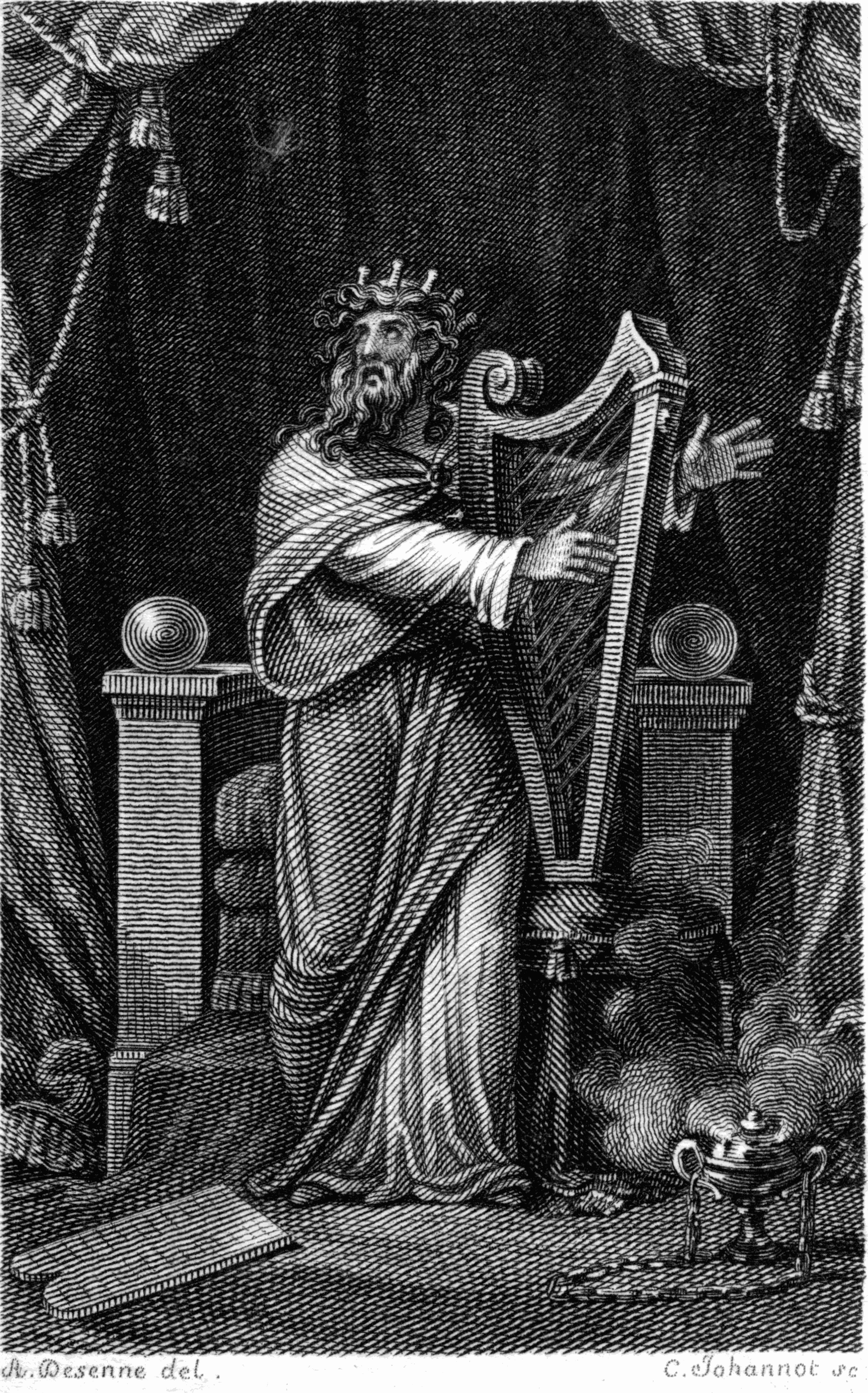
C. Johannot, Le Roi David, gravure d'après Desenne, frontispice d’un psautier de 1817.

- Saint Jérôme et les deux seigneurs, gravure, 11 × 8 cm, Gray, musée Baron-Martin.
- Portrait de Fénelon, gravure, édité à Paris, chez Fr. Janet.